# Spin (PR)
För termen spinn som används inom kvantmekanik, se spinn.
Spin eller spinn (båda uttalas [spinn]) är en form av professionell retorik för marknadsföringen av politik eller andra idéburna fenomen. Det typiska fallet av spinn är att en politiker vinklar en berättelse för massmedia. En expert på området kan ibland efter amerikanskt mönster kallas spin doctor. Begreppet kommer från USA.
Vanliga tekniker inom spinn är följande; 
1. Selektiva (starkt subjektiva) val av citat
2. Selektiva val av fakta
3. Dementier som inte är verkliga dementier (helgardering)
4. Budskap med indirekta obevisade undermeningar
5. Att använda eufemism, vackra ord för en "ful" sak, i syfte att befordra den egna agendan

## Spinndoktor
Begreppet spinndoktor, spin doctor eller snurrmästare syftar på en person som professionellt arbetar med att nå mediauppmärksamhet för politiska eller andra idéer. Det kan även gälla marknadsföring av varor och tjänster. Sådan verksamhet kan också kallas för strategisk kommunikation eller mediarådgivning. Själva begreppet (ordet) kommer från det amerikanska ordet "spin" (snurra runt). Det användes första gången i en ledarartikel i New York Times 1984 efter en TV-debatt mellan presidentkandidaterna Ronald Reagan och Walter Mondale. Spinn och spinndoktor har sedan blivit begrepp som syftar på den planmässiga verksamhet som består i att försöka påverka opinionsbildningen eller i vart fall medieuppmärksamheten i en viss riktning. En spinndoktor är ofta rådgivare till en politiker eller någon annan ledande opinionsbildare.